# Oso (cours d'eau français)
« Osu » redirige ici. Pour le sigle et le code, voir OSU.
Pour les articles homonymes, voir Oso.
L'Oso (l'Osu, en corse) est un petit fleuve côtier français qui coule dans le département de la Corse-du-Sud (Corse) et se jette dans la mer Tyrrhénienne (donc dans la Méditerranée).

## Géographie
La longueur de son cours est de 23,4 km.
Dans sa partie haute, pour l'Institut national de l'information géographique et forestière, l'Oso s'appelle le ruisseau de Piscia di Gallu et tout en amont, sur la commune source Zonza, le ruisseau del Petra Piana. Celui-ci prend sa source à 1 km au nord-est de la Punta di u Diamante (1 227 m), à l'altitude de 980 m, dans la forêt territoriale de l'Ospedale.
La confluence avec la mer Tyrrhénienne s'effectue entre les deux communes de Porto-Vecchio et Lecci, dans la baie de Stagnolu, au nord du village de vacances et du château d'eau, donc au nord-est de la ville de Porto-Vecchio même.
Les fleuves côtiers voisins sont au nord le Cavo au sud le Stabiacciu et au sud-ouest le Rizzanese.

### Communes et cantons traversés
Entièrement dans le département de la Corse-du-Sud, l'Oso traverse les quatre communes suivantes, dans le sens amont vers aval, de Zonza (source), San-Gavino-di-Carbini, Lecci, Porto-Vecchio (embouchure).
Soit en termes de cantons, l'Oso prend sa source sur le canton de Levie, et conflue sur le canton de Porto-Vecchio. C'est-à-dire qu'il est entièrement dans l'arrondissement de Sartène.

### Bassin versant
L'Oso traverse une seule zone hydrographique « Côtiers du Cavu au Stabiacciu » (Y971) de 131 km2 de superficie. Ce bassin versant est constitué à 75,13 % de « forêts et milieux semi-naturels », à 16,37 % de « territoires agricoles », à 7,58 % de « territoires artificialisés », à 0,70 % de « surfaces en eau », à 0,39 % de « zones humides ». 

### Organisme gestionnaire
L'organisme gestionnaire est le Comité de bassin de Corse, depuis la loi corse du 22 janvier 2002.

## Affluents
L'Oso a huit ruisseaux affluents contributeurs référencés :
- le ruisseau de Palavesani (rd[note 1]), 3,8 km, entièrement sur Porto-Vecchio et San-Gavino-di-Carbini[note 2] sur lequel se trouve le barrage de l'Ospedale, donc le lac de l'Ospedale près du village éponyme. Une grande partie de son débit provient en fait de l'Asinao qui, au moyen d'une conduite forcée, alimente le barrage.
- le ruisseau de Fenaja (rd), 2 km, entièrement sur San-Gavino-di-Carbini[note 3].
- le ruisseau de Poggi Alti (rg), 6,4 km, sur Zonza, Lecci et San-Gavino-di-Carbini[note 4].
- le ruisseau d'Orditoju (rd), 1,8 km, sur Lecci, Zonza et San-Gavino-di-Carbini.
- le ruisseau de Marginicciu (rg), 4,2 km, sur Lecci, San-Gavino-di-Carbini et Zonza avec un affluent :
  - le ruisseau de Chiustracciu (rg) 3,3 km sur les deux commune de Zonza et Lecci[note 5].
- le ruisseau de Conca (rg), 5,8 km, entièrement sur Lecci et San-Gavino-di-Carbini[note 3].
- le ruisseau de Tresigna (rg), 2,4 km, sur Lecci, Porto-Vecchio et Zonza.
- le ruisseau de Sant'Antonaccio (rd), 9,9 km, sur Lecci, Porto-Vecchio, San-Gavino-di-Carbini[note 6] avec un affluent :
  - le ruisseau de Filasca (rg) 3,7 km sur la seule commune de San-Gavino-di-Carbini[note 7].

### Rang de Strahler
Le rang de Strahler est donc de trois.

## Hydrologie

### L'Oso à Lecci
Le module ou débit moyen est de 0,957 m3/s à Lecci pour un bassin versant de 46,2 km2 à 75 m d'altitude.
Il est à noter que le débit à Lecci est partiellement artificiel : il dépend des volumes d'eau (en provenance du bassin du Rizzanèse) relachés par le barrage de L'Ospedale dans le ruisseau de Palavesani et des volumes d'eau prélevés à la prise d'eau aval (altitude 196 m).

### Crues
Le débit maximal instantané relevé a été de 78,10 m3/s le 27 août 1975 pour une hauteur maximale de 252 cm soit 2,52 m, et avec un débit journalier maximal de 21,80 m3/s le 11 avril 1974.